# Anadalchioi
Anadalchioi fue una localidad rumana del distrito de Constanța, absorbida por el municipio de Constanța en el siglo XX.

## Toponimia
El nombre del lugar puede encontrarse escrito con las grafías Anadal-Chioi y Anadalchioi.

## Historia
Hacia comienzos del siglo XX la localidad, que ya por entonces pertenecía al condado de Constanța, formaba parte de la antigua comuna de Palazu-Mare y tenía contabilizada una población de 531 habitantes, en su mayor parte turcos y tártaros. Habría pasado a formar parte del municipio de Constanta en el periodo de entreguerras.